# Eusebi Font i Moreso
Eusebi Font i Moreso (Figueres, ca.1816 – Barcelona, 25 de gener de 1900) fou un escriptor i músic català.
Casat amb Lluïsa Mayr de Baldegg amb qui tingué almenys dues filles Dolors i Júlia Font i Mayr de Baldegg (Lucerna 1844-Barcelona 1899) casada amb el músic, científic i farmacèutic Santiago Mundí i Giró.
Formà part de la Societat Wagner. Va exercir la crítica musical i va publicar diversos treballs literaris i teòrics. El 1839 visita Ferran Sors a París i més tard va registrar les seves vívides i destacables impressions de la visita.
Va escriure El Emigrado, ó sea, Tempestades del corazon (1856), la novel·la ¡Cuatro millones! (1877) i El Odio : drama en tres actos, en prosa (1892).